# Красногорівський (заказник)
Красногорівський — ландшафтний заказник місцевого значення. Об'єкт розташований на території Мар'їнського району Донецької області, 2-3 км на південний схід від міста Красногорівка. Створений рішенням Донецької обласної ради № 3/21-496 від 06.09.2001 з метою збереження ділянки цілинної рослинності кам'янистих степів та місць зростань видів рослин, занесених до Червоної книги України.
Площа — 15,43 га, статус отриманий у 2001 році.

## Положення об'єкта ПЗФ у системі фізико-географічного районування
КРАЇНА: Східно-Європейська рівнина
ЗОНА: Степова
ПІДЗОНА: Північно-степова
Донецька височинна

## Положення об'єкта ПЗФ у системі геоботанічного районування
ОБЛАСТЬ: Європейсько-Азіатська степова
ПРОВІНЦІЯ: Причорноморська (Понтична) степова
Приазовсько-Чорноморська степова
Рослини заказника, занесені до Червоної книги України : ковила волосиста Stipa capillata L., ковила Лессінга Stipa lessingiana Trin. et Rupr.
Тварини заказника, занесені до Бернської конвенції : Канюк звичайний, Боривітер звичайний, Плиска жовта, Сорокопуд-жулан, Кам'янка звичайна, Чекан лучний, Вівсянка звичайна, Коноплянка, Ящірка прудка, Дибка степова